# Еминенс (Кентаки)
Еминенс (енгл. Eminence) град је у америчкој савезној држави Кентаки.

## Демографија
По попису из 2010. године број становника је 2.498, што је 267 (12,0%) становника више него 2000. године.
| Група             | 2000.         | 2010.         |
| Белци             | 1.825 (81,8%) | 1.997 (79,9%) |
| Афроамериканци    | 260 (11,7%)   | 236 (9,4%)    |
| Азијати           | 8 (0,4%)      | 6 (0,2%)      |
| Хиспаноамериканци | 85 (3,8%)     | 199 (8,0%)    |
| Укупно            | 2.231         | 2.498         |